# Jeltzale
Jeltzale es un término en euskera con el que se denomina a los miembros del Partido Nacionalista Vasco, cuyo significado en idioma español sería «partidario del JEL», siendo JEL el acrónimo del lema del PNV Jaun-goikua eta Lagi-zaŕa («Dios y la ley vieja»), creado por Sabino Arana, considerado padre del nacionalismo vasco y fundador en 1895 del Euzko Alderdi Jeltzalea-Partido Nacionalista Vasco (EAJ-PNV).
De esta forma, se observa que la denominación en euskera del partido (Euzko Alderdi Jeltzalea) no se corresponde con su equivalente en castellano (Partido Nacionalista Vasco), puesto que la segunda haría alusión a la ideología del partido y la primera al apelativo de los partidarios de su lema, aun cuando la propia organización política propugna este significado.

## Significado del acrónimo JEL
La presencia de Dios (Jaungoikoa) en la divisa del PNV proviene de la profunda ideología católica de su fundador, Sabino Arana, aunque proponía la separación entre Iglesia y Estado. Tras la legalización del PNV en 1977, después de la dictadura franquista, el partido se declaró aconfesional.
«Y la ley vieja» (eta lege zaharra) se refiere al régimen foral, sistema legal, institucional y sociocultural tradicional propio, que pervivió desde antes de la creación del Reino de Navarra en los territorios abarcados por este hasta su abolición mediante la Ley de 21 de julio de 1876. Para los jeltzales los fueros constituían las verdaderas constituciones ancestrales propias de los territorios vascos que actualmente se encuadrarían en el País Vasco español, Navarra y el País Vasco francés, lo que Sabino Arana denominaría Euskeria o Euzkadi (siendo posteriormente más utilizadas las denominaciones Euskadi, Vasconia o Euskal Herria). Sin embargo, prefirieron reemplazar la denominación de 'fueros' por la de 'leyes viejas' para romper con la idea presente en la definición de fuero como pacto entre la población vasca y el rey español.

## Otros términos
El término jelkide es similar a jeltzale, pero no idéntico. El sufijo «-kide» significa 'miembro' y fue utilizado por los primeros afiliados del PNV para autodenominarse, mientras que el sufijo «-tzale» quiere decir 'ser partidario'.
Una manera de saludar popularizada entre jeltzales en el pasado, aunque hoy se continúa escuchando, es JELen agur ('un saludo en JEL').